# Heidelberg Engineering

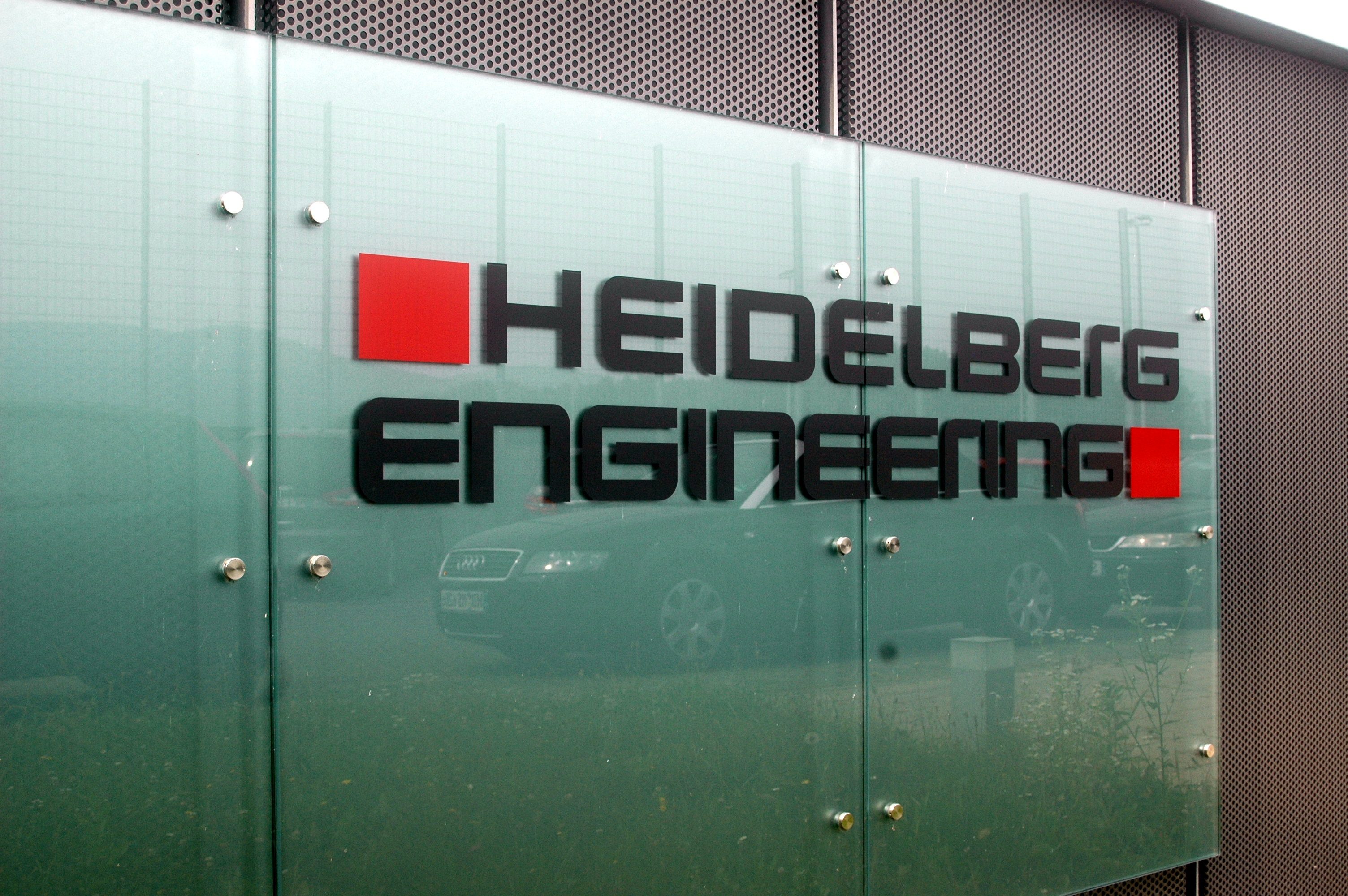

Heidelberg Engineering ist ein auf Medizingeräte spezialisiertes Unternehmen, das technische Produkte für die augenheilkundliche Diagnostik entwickelt, herstellt und weltweit vertreibt.

## Geschichte
Das Unternehmen wurde im Jahr 1990 als privatwirtschaftliches Unternehmen gegründet und unterhält mehrere internationale Niederlassungen. Ihr Tätigkeitsschwerpunkt liegt in der Entwicklung und dem Vertrieb komplexer technischer Diagnosesysteme für den klinischen Einsatz in der Augenheilkunde. Dabei stehen die Untersuchung von Netzhaut, Hornhaut und die Früherkennung und Verlaufskontrolle des Grünen Star (Glaukom) im Vordergrund. Zwischen 1991 und 2006 wurden auf diesen Gebieten eine ganze Reihe von innovativen Diagnoselösungen zur Marktreife gebracht, unter anderem im Bereich der Scanning-Laser-Ophthalmoskopie und optischen Kohärenztomografie. Ein weiteres Geschäftsfeld stellt die Entwicklung von Perimetriesystemen zur Gesichtsfelduntersuchung dar. Insbesondere die Weiterentwicklung bildgebender Verfahren und die Möglichkeit umfangreicher Datenanalysen hat die Heidelberg Engineering GmbH am Markt der Medizintechnik etabliert.
Es gibt zahlreiche nationale und internationale Studien und Kooperationen mit wissenschaftlichen und klinischen Partnern. Zudem hält das Unternehmen 174 internationale Patente.
2010 betrug der Umsatz 63,249 Mio. Euro und die Zahl der Mitarbeiter 90.
2014 betrug der Umsatz 79,810 Mio. Euro und die Zahl der Mitarbeiter 148.
2018 betrug der Umsatz 83,629 Mio. Euro und die Zahl der Mitarbeiter 242.

## Tochtergesellschaften
- Heidelberg Engineering Ltd., Hemel Hempstead, Großbritannien
- Heidelberg Engineering Inc., Franklin (MA), USA
- Heidelberg Engineering Pty Ltd., East Melbourne (Victoria), Australien
- Heidelberg Engineering GmbH, Regensdorf, Schweiz
- MedicalCommunications GmbH, Heidelberg, Deutschland
- Medisoft Ltd., Leeds, UK